# アナス・イブン・ナダール
アナス・イブン・ナダール（アラビア語: ﺍﻧﺲ ﺑﻦ ﻧﻀﺮ）は、イスラム教における預言者ムハンマドの同行者の一人。アンサールのバヌーカズラジ族で、アナス・イブン・マリクの叔父。バドルの戦いに参加できず、それを悲しんだアナス・イブン・ナダールはムハンマドにこう言った: 
「アッラーの使徒よ！わたしはあなた（ムハンマド）が異教徒と戦った最初の戦いを欠席しました。（アッラーに誓って）もしアッラーが、わたしに異教徒と戦う機会を再度与えて下さるならば、疑いはありません。アッラーはわたしが如何に (勇敢に) 戦うかを御覧になるでありましょう。」—サヒーフ・アル＝ブハーリー、キタブ・アル＝ジハード、2805と2806
またアナス・イブン・ナダールはウフドの戦いで異教徒と戦った。シーラト・イブン・ヒシャームには、ウフドの戦いではムハンマドの生死が不明で異教徒が「ムハンマドが死んだ」と述べていたりもしており、このような状況でアナス・イブン・ナダールは戦いをやめた仲間に遭遇し、「ムハンマドが死んだから立って死ね」と言った後に、殉死したという話がある。